# 알로이스 폰 레딩
알로이스 폰 레딩(독일어: Alois von Reding, 1765년 3월 6일 ~ 1818년 2월 5일)은 스위스의 군인이자 정치가이다. 그는 헬베티아 공화국에 대한 초기 반란을 주도한 것으로 가장 잘 알려져 있다.
그는 슈비츠에서 귀족 요제프 루돌프 레딩 폰 비베레그(1726-1799)의 아들로 태어났다. 그의 형은 장군 테오도르 폰 레딩(Theodor von Reding,1755년 ~ 1809년)이었다.
1788년까지 알로이스 폰 레딩은 스페인에 복무한 슈비처 연대에서 중령으로 진급했다. 그는 스위스로 돌아온 후 슈비츠주의 주 의장이 되었다.
1798년 프랑스에 의해 강요된 헬베티아 공화국이 수립되었을 때, 그는 슈비츠, 운터발덴, 우리주의 군대로 구성된 반란을 이끌었다. 많은 칸톤들은 자치권과 새 정권이 부과한 예배의 자유에 대한 제한이 거부당하는 것에 분개했다. 수적으로 열세인 폰 레딩은 12월 31일 프랑스 장군 샤우엔부르크에게 복종해야 했다.
폰 레딩은 1802년 10월 일명 몽둥이 전쟁이라고 불렸던, 슈테클리크리크(Stecklikrieg)에서 중앙집권주의 헬베티아 공화국이 붕괴된 후 타크자충을 형성했다.

## 반란
프랑스 혁명에 이르기까지 몇 년 동안 슈비츠주의 영적, 종교적 평의회는 프랑스 혁명의 비가톨릭적 요소에 반대하는 설교를 시작했다. 사람들은 새로 형성된 헬베티아 공화국에 대해 절대적으로 반대하고 비협조할 것을 촉구했다. 1798년 프랑스 침공 이후 주권과 봉건제가 폐지되었다. 이에 대응하여 폰 레딩은 우리, 슈비츠, 니트발덴주에서 온 10,000명의 군대를 이끌고 프랑스군에 대항했다. 그는 루체른을 장악할 수 있었고, 베른 군대를 지원하기 위해 브뤼닉 고개를 가로질러 베른고원으로 진군했다. 몇 번의 전투에서 승리했고, 여러 지역을 점령했음에도 불구하고 레딩은 프랑스군이 슈비츠를 점령할 위협을 가한 움직임으로 프랑스가 제텔을 장악하자 프랑스군에게 항복해야 했다.

## 반란 이후
레딩이 항복함으로써 프랑스군은 반란이 되풀이되는 것을 막기 위해 재빠르게 대응 조치를 취했다. 스위스에 있는 프랑스 혁명군의 사령관인 발타자르 알렉시스 앙리 샤우엔부르크와 레딩은 휴전에 동의했고, 우리, 슈비츠, 니트발덴주는 하나의 캔톤으로 합쳐져 발트슈타텐주가 만들어졌다. 이로 인해 새로 형성된 주를 대표하는 시의원의 수가 급격히 감소하여 중앙 정부에서 효율성이 제한되었다.

## 타크자충의 형성과 몰락
발트슈테텐주의 형성 직후, 헬베티아 공화국에 충성을 맹세한 스위스인들은 프랑스의 가톨릭 강제로 인해 불만을 품게 되었다. 이것은 1798년 이후에 빈번한 폭력적인 폭발로 이어졌다. 스위스는 곧 전쟁터로 발전했고, 프랑스, 오스트리아, 러시아 군대가 활발하게 활동했다. 프랑스군이 통제할 수 없을 정도로 폭력 사태가 번져나갔고, 헬베티아 공화국은 붕괴되기 시작했다. 나폴레옹은 중재법을 통과시켜 스위스 연방을 재건했다.
알로이스 폰 레딩은 연방주의자들의 지지와 함께 스위스 연방의 입법부이자 집행 위원회인 타크자충을 구성했다. 평의회는 주로 재건된 주의 고위 대표들로 구성되었다. 연방은 주권 칸톤과 봉건제의 폐지를 주로 지지하는 공화주의자들의 형태로 계속해서 반대에 직면했다. 공화당과 평화를 이루기 위해 남부연합은 그들에게 신념을 표현할 자유를 부여하고, 정기적으로 양보했다. 이러한 조치에도 불구하고 양측 간의 불신과 갈등은 지속되었다.
나폴레옹과 남부 동맹 사이의 중재자였던 탈레랑은 남부 동맹의 몰락에 중요한 역할을 했다. 유통되는 통화를 줄여 전쟁 자금을 줄이기 위해 탈레랑은 10만 영국 파운드를 2,53,000프랑, 즉 당시의 일반적인 환율을 감안할 때 거의 절반 가격으로 대출했다. 탈레랑은 남부 연합과 공화당 사이에 평화가 확립되고, 레딩이 더 큰 권한을 갖게 되면 10만 영국 파운드를 실제 파운드-프랑 환율로 다시 교환하는 것이 쉬울 것이라고 믿었다. 따라서 유통되는 프랑의 양을 두 배로 늘렸다. 그러나 당시 유통되었던 통화의 부족으로 인해 엄청난 수요가 발생했고, 사람들은 프랑화를 파운드화로 반환할 것을 요구하기 시작했다. 이는 공화당과 남부 동맹 간의 관계를 더욱 악화시켰다. 레딩이 집권했을 때 남부연합 재무장관 예정자였던 돌더는 나폴레옹의 대표인 베르나나크의 편에 섰고, 레딩을 지지할 수 없는 상태로 내버려 두어 몰락했다. 남부 연합은 1848년 남부 연합 국가가 수립될 때까지 공화당과 계속 충돌했다.